# Ivánovo
Ivánovo (en ruso: Ива́ново) (hasta 1932, Ivánovo-Voznesensk) es una ciudad situada en el centro de la Rusia europea. Es el centro administrativo de la óblast de Ivánovo. Su población es de 358.437 habitantes (2024).
A Ivánovo se le ha llamado tradicionalmente la capital textil de Rusia. Dado que la mayoría de los trabajadores de la industria textil son mujeres, también ha sido conocida como "La ciudad de las novias". Destaca la industria alimentaria y la producción de maquinaria, los productos de piel y los productos químicos. En la ciudad hay varios centros de enseñanza superior. Probablemente la más famosa de sus ciudadanas haya sido la escritora postmodernista francesa Nathalie Sarraute.

## Geografía
El río Úvod, un afluente del Kliazma, fluye de norte a sur, dividiendo la ciudad en dos mitades.Dentro de los límites de la ciudad, pequeños ríos desembocan en el Uvod: Talka, Kharinka y varios arroyos. 

## Historia
La ciudad se menciona por primera vez en 1561, cuando Iván IV la entregó a la familia principesca Cherkassky, tras el matrimonio de este último con María Cherkasskaya. Sin embargo, el documento pertinente se ha perdido desde entonces.
La ciudad moderna se creó fusionando el antiguo pueblo de procesamiento de lino Ivanovo con el industrial Voznesensky Posad en 1871. Yakov Garelin, mecenas de las artes, historiador, fabricante y figura pública, es considerado el fundador de la ciudad y su segundo jefe. Bajo su liderazgo, la ciudad comenzó a desarrollarse, industrializarse y crecer.
Hasta 1932, el nombre oficial de la ciudad era Ivanovo-Voznesensk. Debido a su industria manufacturera textil, Ivanovo se ganó el sobrenombre de "Manchester ruso" durante el siglo XIX.
A principios del siglo XX, Ivanovo competía con Łódź (también parte del Imperio ruso en ese momento) por el título de principal centro de producción textil de Europa. Como las condiciones de vida de los trabajadores eran espantosas, las huelgas eran frecuentes. Una de estas huelgas (del 14 de mayo al 22 de julio de 1905) condujo a la primera revolución rusa. [cita requerida] Según la historiografía soviética, el Soviet de Ivanovo (creado el 28 de mayo de 1905) fue uno de los primeros soviets de la historia.
En 1937, la ciudad abrió el Interdom, una escuela para hijos de comunistas extranjeros, que incluía educación superior.
En Ivanov, comenzó a operar el legendario escuadrón aéreo (entonces conocido como Regimiento) "Normandie-Niemen".  Por acuerdo entre el gobierno soviético y el gobierno de la "Francia Libre" en el exilio a finales de 1942, un grupo de pilotos franceses fue enviado a la Unión Soviética. La construcción de un nuevo aeropuerto comenzó en las afueras del norte de la ciudad. Los pilotos recibieron viviendas decentes y 14 aviones de combate Yak-1. Durante 1943, los franceses lucharon junto a las Fuerzas Aéreas Soviéticas. Ivanov/Ivanovo fue bombardeada en la Segunda Guerra Mundial y combatida, brevemente, en la guerra civil rusa. 
Después de la guerra, junto con la industria textil continua en Ivanovo, se desarrollaron la ingeniería y otras industrias. En la década de 1960, la ciudad se convirtió en el centro del Consejo Económico Superior. La década de 1980 vio el ritmo acelerado de la construcción de viviendas. 
El 9 de junio de 1984, Ivanovo fue golpeada por un tornado F4 que mató al menos a 69 personas e hirió a más de 130.  Algunas estimaciones indican hasta 95 muertes. El tornado dañó, destruyó o arrasó más de 1.180 casas y se convirtió en uno de los peores que azotó Rusia. Esto fue parte del brote de tornados de la Unión Soviética de 1984 que produjo al menos 11 tornados, dos de ellos de categoría F4. Además, las severas tormentas eléctricas también produjeron granizo de hasta 1 kilogramo (2,2 libras) de peso, entre los granizos más pesados confirmados en todo el mundo. 
Desde principios del siglo XXI, la producción en Ivanovo ha disminuido. En la primera década del siglo, se cerraron un gran número de empresas. Las fábricas de tejidos BIM, BAT melange Plant y otras empresas más pequeñas de la industria textil dejaron de existir.

## Deporte
En la ciudad juega el equipo de fútbol FC Tekstilshchik Ivanovo actualmente juega Liga Nacional de Fútbol de Rusia segunda división a nivel de país. 